# 福波荘次郎
福波 荘次郎（1853年1月〈嘉永5年12月〉 - 没年不明）は、日本の政治家。鳥取県八頭郡大御門村長。大御門信用組合理事。

## 経歴
鳥取県出身。農業を営む。1902年4月、大御門村長に就任し1904年11月、辞任する。1918年1月、大御門村長に就任し1920年3月、辞任する。

## 人物
1912年に刊行された『五百円以上所有者地価表姓名録 因幡の巻』によると、福波の地価所有高は「750円60銭」である。
第四回内国勧業博覧会に畳表を出品する。第五回内国勧業博覧会に養蚕莚を出品する。
住所は鳥取県八頭郡大御門村大字殿（のち郡家町殿、現・八頭町郡家殿）。

## 家族・親族
福波家
- 長男・観二（1881年 - ?、大御門村収入役[4]、大御門村会議員、篤農家[9]） - 小学校卒業後、家業の農業に従事する[1]。1906年に大御門村収入役に就任、1913年に辞任する[1]。1914年に大御門村収入役に復職し、1916年に辞任する[1]。趣味は山猟、河漁[1]。住所は鳥取県八頭郡大御門村殿[1]（のち郡家町殿、現・八頭町郡家殿）。1922年に刊行された『八頭鳥取地価表 弐百円以上』によると、地価所有高は「577円」である[10]。
  - 同妻[1]
  - 同長男[1]
  - 同長女[1]
  - 同三女[1]